# Barbara Pierce et Jenna Bush
Pour les articles homonymes, voir Barbara Bush et Bush.
Pour les autres membres de la famille, voir Famille Bush.
Barbara et Jenna Bush, nées le 25 novembre 1981 à Dallas, sont les filles jumelles de l'ancien président des États-Unis George W. Bush et de sa femme Laura Bush.

## Biographies
Les jumelles Bush ont commencé à avoir une couverture médiatique en 2003 lorsqu'elles ont participé à la campagne pour la réélection de leur père.
Elles firent ainsi des apparitions publiques en alternance à l'été 2004, dont un discours à la Convention républicaine le 31 août 2004, en accompagnant leur père dans les swing states et en donnant une longue interview au magazine Vogue.
Les médias couvrirent également beaucoup la campagne des filles de John Kerry, Vanessa et Alexandra. Le 20 janvier 2009, elles ont imité leur père en coécrivant une lettre destinée aux deux filles de Barack Obama, Malia et Sasha Obama, en leur souhaitant une belle vie à la Maison-Blanche.

### Barbara Pierce Bush
Barbara est diplômée de l'université Yale en 2004. Elle est militante en soins de santé. Elle s’est mariée en octobre 2018 avec le scénariste Craig Coyne ; ils sont parents d'une fille. Barbara porte le même prénom que sa grand-mère, Barbara Bush.

### Jenna Welch Bush
Jenna Bush Hager est auteure, enseignante et animatrice de télévision.
Elle s'est mariée le 10 mai 2008 dans le ranch familial du Texas, avec Henry Hager, né en 1978, fils du président du Parti républicain de Virginie, qui a travaillé comme conseiller à la Maison-Blanche et a participé à la campagne présidentielle de son père.
Le couple a trois enfants, deux filles et un garçon,,.

### Galerie

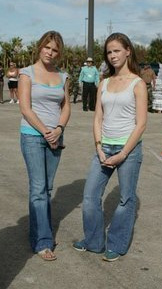
Jenna Bush et Barbara Pierce Bush, photographiées en 2004.
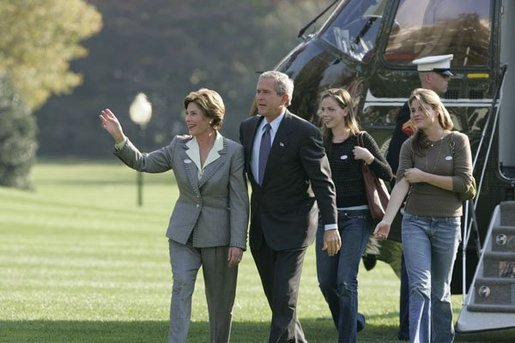
Jenna (sur la droite), sa sœur et ses parents à la descente de Marine One sur la pelouse de la Maison Blanche en 2006.